# Селешка битка
Селешка битка (мађ. Szőlősi csata) је битка која се одиграла између Срба и Мађара 1. маја 1527. код Селеша (Seleuș, Tiszaszőlős). Српску војску је предводио самозвани српски цар Јован Ненад, а Мађаре ердељски војвода Петар Перињи (Perényi Péter).

## Догађаји уочи битке
Уз благослов угарских краљева, на подручје јужне Панонске низије под управом Угарске се населио знатан број Срба са Балкана током XV и XVI века. Они су били веома добри ратници и успешни у борби против Турака.
Након пораза угарске војске у Мохачкој бици 1526. године и почетка грађанског рата између претендената на угарски престо (Хабзбурговца Фердинанда и Јована Запоње), вођа српских ратника, Јован Ненад, протерује Турке из Бачке, проглашава се за српског цара и на подручју јужне Панонске низије ствара једну краткотрајну државу са центром у Суботици.
У први мах цар Јован Ненад је пристао уз Запољу, али угарски племићи, чија је бивша имања по Бачкој Ненад присвојио, удаљише Запољу од њега, те је он почетком 1527. године примио Фердинандовог посланика и приклонио се Хабзбурговцима.
Јован Ненад је почео да окупља војску која му је бивала сваким даном све већа и почетком 1527. године бројала је око 15.000 људи. Када су његови противници заузели Суботицу, цар Јован Ненад је пренео своју престоницу у град Сегедин.
Фердинанд се налазио у првој половини 1527. ван Угарске, припремајући се за борбу против Запоље, који је у то време слао једну војску за другом против Цара Јована Ненада, да га уништи пре Фердинандова доласка у Угарску. Прву Запољину војску, под вођством Владислава Чакија, поразио је Цар Јован почетком априла, а у покољу погине и сам Чаки.

## Наоружање војски
Цар Јован Ненад је од Фердинанда Хабзбуршког на поклоне добијао оклопе, шлемове, заставе, бубњеве и трубе. Запољина војска била је наоружана мађарским наоружањем, у шта је спадао шлем салет, мађарски хусарски шлем,шлем шешир, мађарски штит и ношња мађарских Шеклер хусара.Сам цар Јован Ненад је волео да носи црну одећу, а и његова војска је облачила црну одећу.

## Битка
Запоља је за ову битку поставио Петра Перињија као главнокомандујућег војводу угарске војске. Угарске снаге су се окупиле код места Липова у близини Арада (данашња Румунија). Перињијева војска се састојала углавном од Мађара и Саса из Ердеља и имала је 2.000 пешака и 10.000 коњаника. Ненадова војска се састојала од неких 15.000 војника.
Почетак битке је обележио напад Ненадових снага на угарску пешадију, која је разбијена и веома мали број их је преживео. Уследило је потпуно расуло у угарској војсци, која је била приморана да се повуче. Погинуло је око 3.000 угарских војника, док је број погинулих са српске стране био веома мали.

## Сведочанство Ђурђа Сремца
Ђурађ Сремац, савременик тих догађаја овако је описао битку:„(Пред битку)Говорило се да Петар Перењи има обило мноштво народа, до дванаест хиљада.Када је пребацио своју бојну чету преко Мориша, и утаборио своју војску код градића Селеша, били су са господином Петром Перењијем племићи и неплемићи угарски. И Трачани(Срби)су сазнали да он хоће да се побије са њима.’’По Сремцу Јован Ненда тад шаље гласника код Перењија да упита војводу зашто се бори са њим, кад као хришћани треба да се заједно боре против Турака.,,Перењи се тада надуо од гордости, мислећи да су се Трачани побојали, па је по гласнику послао одговор Црном Човеку да се спреми за битку. Гласник предаде одговор своме господару и старом војводи Радичу(Радослав Челник)који је био ратни војсковођа и одмах ударајући у бубњеве и трубећи у трубе и спремајући народ за напад стали су пред војводу Петра Перењија. Тад Перењи није умео да уреди свој бојни ред тако брзо као Трачани већ је његова војска била несређена. Трачани су видели да Угари нису спремни за битку. Тамо где је било две хиљаде угарских пешака навалили су свом снагом и начинили покољ и велико убијање, тако да од две хиљаде угарских пешака није остало ни педесет људи.После тога су навалили на војводине коњанике и многе оборе, те изгибоше и угарске велможде.”

## Последице
После ове победе Јован Ненад је својој држави прикључио и део Трансилваније са градом Арадом. Након кратког сукоба са локалним Румунима, ови су пристали да се придруже новој српској држави, с обзиром да су били исте, православне, вероисповести.

## Галерија
- Цар Јован Ненад
- Статуа Јована Ненада на споменику у Суботици рађена према историјским изворима, приказује Јована Ненада у војној ношњи
- Петар Перењи
- Грб Јована Запоље коме је служио Петар Перењи какав се носио на Мађарским заставама у време битке на Селешу
- Мађарски тешки оклопник
- Мађарски хусар из доба битке
- Оружје и штит Мађарске војске
- Мађарски  штит